# جیمز نسمیت
جیمز ویلیس نسمیت (به انگلیسی: James Willis Nesmith) سناتور سابق عضو حزب دموکرات ایالات متحده آمریکا بود. وی در سال ۱۸۶۱ تا ۱۸۶۷ میلادی سناتور ایالت اورگن در سنای ایالات متحده آمریکا بود.